# القرضبة
القرضبة قرية ليبية صغيرة تقع إلى الغرب من طبرق بنحو 55 كيلومتر، وهي فرع بلدي تابع لبلدية طبرق.
شهدت المنطقة الفترة الماضية بعض التطور حيث تم افتتاح عدة مباني حكومية لتقديم الخدمات للمواطنين، كما تم إنشاء محطة لتحلية المياة.
يشتهر سكان المنطقة بالصيد، علاوة على ممارستهم لبعض الأنشطة كتربية الاغنام والزراعة الموسمية اعتمادا على المطر.